# Pedro Manzini
Pedro R. Manzini (fl. XX secolo) è stato un calciatore argentino, di ruolo portiere.

## Carriera

### Club
Manzini esordì in massima serie argentina nel corso del campionato 1936; in quella stagione era il terzo portiere del River Plate, dietro a Bossio e Sirni, e giocò una sola gara, partecipando alla vittoria del titolo. Tornò in Primera División nel 1939, vestendo i colori dell'Argentino de Quilmes: la sua seconda annata nel primo livello del calcio argentino si concluse con 5 presenze su 34, e la retrocessione in seconda divisione in virtù dell'ultimo posto ottenuto in classifica.

### Nazionale
Nel 1937 partecipò al torneo calcistico della Greater Texas and Pan American Exposition di Dallas.

## Palmarès

### Club

#### Competizioni nazionali
- Campionato argentino: 1

River Plate: 1936
- Primera B Metropolitana: 1

1938